# Sandra Ávila Beltrán
Sandra Ávila Beltrán (Tijuana, Baja California; 11 de octubre de 1960) es una exnarcotraficante mexicana apodada por los medios de comunicación como "La Reina del Sur".

## Biografía
Nació en una familia de narcos del estado de Sinaloa. Su tío es Miguel Ángel Félix Gallardo, conocido como "el jefe de jefes". Su sociedad y su vida diaria era con varios capos de la droga muy conocidos en su juventud.
Se casó dos veces, Luis Fuentes Jiménez, primero con quien tuvo a su único hijo, José Luis Fuentes Ávila, y que era comandante de la Policía Judicial Federal de Baja California; y Rodolfo "El Zurdo" López Amavizca exagente del Instituto Nacional para el Combate a las Drogas. Ambos fueron esposos de "La Reina" y su final fue trágico.
Sus dos maridos irónicamente comandantes de la policía antidrogas que llegaron a ser traficantes. Ambos fueron ultimados por asesinos a sueldo con el cuchillo por la espalda. La policía atribuye su ascenso al poder en el mundo de la droga gracias a su físico pero antes que nada a su gran inteligencia para los negocios, a sus movimientos tranquilos y seguros, que más parecieran de una reina de belleza a lo que en la imaginación se podría pensar de una narcotraficante.
Ávila Beltrán vivió desapercibida en Guadalajara, Jalisco, y Hermosillo, Sonora, hasta que la policía encontró más de nueve toneladas de cocaína en un barco en el puerto Pacífico de Manzanillo, Colima. Ávila Beltrán fue detenida, junto con Juan Diego Espinosa Ramírez, alias El Tigre, el 28 de septiembre de 2007.

## Aprehensión
En una videograbación durante su interrogatorio, se describe a sí misma como una ama de casa que gana un poco de dinero por la "venta de ropa, y de bienes raíces". Preguntaba por qué había sido detenida, ella responde con indiferencia: "Por una orden de aprehensión con fines de extradición"
Su vida tras las rejas en la cárcel de mujeres de Santa Martha Acatitla, en la capital de México, parece que no ha sido de su agrado ya que presentó una denuncia contra el Gobierno de la Ciudad de México ante la Comisión de Derechos Humanos del Distrito Federal, diciendo que en su celda había insectos que refirió como fauna nociva. También dijo que la prohibición de introducir alimentos de los restaurantes violaba sus derechos.

## Condena y liberación
Fue declarada no culpable de los cargos de narcotráfico y asociación delictiva en los Estados Unidos, pero sí de un cargo de apoyar económicamente a una persona ligada al narcotráfico, con una condena de 70 meses que podía concluir en 2013.
Tras siete años de cárcel fue liberada el 7 de febrero de 2015.

## En la cultura popular
Se dice que la novela La Reina del Sur de Arturo Pérez-Reverte está inspirada en la vida de Sandra Ávila Beltrán. Sin embargo, el escritor ha mencionado que nunca conoció a Sandra y que su personaje Teresa Mendoza está construido desde la ficción.
En 2023, Sandra Ávila ganó una demanda contra la serie de Telemundo, La Reina del Sur, por el uso de su imagen sin su autorización y con fines de lucro indirecto, pues en 2019 se utilizó el video de su detención para promover la segunda temporada de la serie. Sandra considera que la serie ha desprestigiado su imagen.
El personaje de Isabella Bautista en Narcos: México está inspirado en Sandra Ávila Beltrán.